# 10. november
10. november je 314. dan leta (315. v prestopnih letih) v gregorijanskem koledarju. Ostaja še 51 dni.

## Dogodki
- 1444 – v bitki pri Varni turška vojska premaga madžarsko
- 1775 – ustanovitev korpusa mornariške pehote ZDA
- 1918 – ustanovljena nemška republika
- 1940 – Gabon se priključi Svobodni Franciji
- 1942 – ameriške in vichyjske enote sklenejo premirje v Severni Afriki
- 1975 – podpisani Osimski sporazumi

## Rojstva
- 1232 – Hakon Hakonsson mlajši, norveški sokralj († 1257)
- 1278 – Filip I. Tarantski, knez Taranta, knez Ahaje († 1331)
- 1323 – Filip II., francoski plemič, grof Auvergne in Boulogne († 1346)
- 1341 – Henry Percy, angleški plemič, 1. grof Northumberland, kralj Mana, upornik († 1408)
- 1433 – Karel Drzni, burgundski vojvoda († 1477)
- 1483 – Martin Luther, nemški reformator in teolog († 1546)
- 1668 – François Couperin, francoski skladatelj, čembalist († 1733)
- 1695 – John Bevis, angleški zdravnik, ljubiteljski astronom († 1771)
- 1759 – Friedrich Schiller, nemški pesnik, dramatik, zgodovinar in filozof († 1805)
- 1801 – Vladimir Ivanovič Dalj, ruski leksikograf, narodopisec, jezikoslovec († 1872)
- 1851 – Francis Maitland Balfour, angleški zoolog († 1882)
- 1855 – Pierre-Alexandre Darracq, francoski izdelovalec avtomobilov († 1931)
- 1868 – Gičin Funakoši, japonski mojster borilnih veščin († 1957)
- 1870 – Mihail Ivanovič Rostovcev, rusko-ameriški arheolog († 1952)
- 1888 – Andrej Nikolajevič Tupoljev, ruski letalski konstruktor († 1972)
- 1894:
  - Boris Furlan, slovenski pravnik, prevajalec, politik († 1957)
  - Franjo Malgaj, slovenski častnik, pesnik in borec za severno mejo († 1919)
- 1905 – Stane Kregar, slovenski slikar († 1973)
- 1919 – Mihail Timofejevič Kalašnikov, ruski general, inženir († 2013)
- 1920 – Ernest Mayer, slovenski botanik († 2009)
- 1925 – Richard Burton, valižanski filmski igralec († 1984)
- 1926 – Art Bisch, ameriški avtomobilski dirkač († 1958)
- 1928 – Ennio Morricone, italijanski skladatelj in dirigent († 2020)
- 1930 – Kazuo Kuroki, japonski filmski režiser († 2006)
- 1932 – Roy Scheider, ameriški igralec († 2008)
- 1934 – Lucien Bianchi, belgijski avtomobilistični dirkač († 1969)
- 1955 – Roland Emmerich, nemško-ameriški filmski režiser, producent, scenarist
- 1965 – Eddie Irvine, britanski avtomobilistični dirkač
- 1969 – Jens Lehmann, nemški nogometaš
- 1976 – Steffen Iversen, norveški nogometaš
- 1977 – Brittany Murphy, ameriška filmska in televizijska igralka († 2009)
- 1978 – Nadine Angerer, nemška nogometašica
- 1999 – Armand "Mondo" Duplantis, švedsko-ameriški skakalec s palico

## Smrti
- 461 – Leon I., papež, svetnik in cerkveni učitelj (* 400)
- 1105 – Sukdžong, 15. korejski kralj dinastije Gorjo (* 1054)
- 1160 – Maj iz Barija, sicilski admiral
- 1209 – Rajmond Roger Trencavel, vikont Carcassonneja, Béziersa in Albija (* 1185)
- 1240 – Ibn Arabi, andaluzijski filozof in mistik (* 1165)
- 1241 – papež Celestin IV.
- 1290 – al-Mansur Kalavun,  mameluški sultan Egipta in Sirije (* 1222)
- 1299 – Ivan I., holandski grof (* 1284)
- 1549 – papež Pavel III. (* 1468)
- 1819 – Žiga Zois, slovenski naravoslovec, mecen (* 1747)
- 1843 – John Trumbull, ameriški slikar (* 1765)
- 1887 – Emma Lazarus, ameriška pesnica (* 1849)
- 1891 – Arthur Rimbaud, francoski pesnik (* 1854)
- 1891 – Štefan Žemlič, madžarsko-slovenski pisatelj (* 1840)
- 1938 – Mustafa Kemal Atatürk, turški državnik (* 1881)
- 1954 – Giuseppe Bruno, italijanski kardinal (* 1875)
- 1982 – Leonid Iljič Brežnjev, sovjetski voditelj (* 1906)
- 1990 – Mário Schenberg, brazilski fizik, astrofizik, pisatelj, politik (* 1914)
- 2009 – Tomaž Humar, slovenski alpinist (* 1969)
- 2020 – Amadou Toumani Touré, malijski politik (* 1948)